# Lista över biskopar i Revals stift

## Biskopar över Revals stift

### Romersk-katolska biskopar
- 1219–1227: Wesselin
- 1238/1240–1260: Thorkill
- 1260/1263|1263–1279: Thrugot
- 1280–1294: Johannes
- 1298–1322/1323: Heinrich
- 1323–1351?: Olav von Roskilde
- 1352–1389?: Ludwig von Münster
- 1390–1403?: Johannes Rekeling
- 1403–1405: Dietrich Tolke
- 1405–1418: Johannes Ochmann
- 1418–1419: Arnold Stoltevoet
- 1419–1456: Heinrich Uxküll
- 1457–1475: Ewerhard Call
- 1475–1477: Iwan Stoltevoet
- 1477–1492: Simon von der Borch
- 1493–1509: Nikolaus Roddendorp
- 1509–1513: Gottschalk Hagen
- 1513–1514: Christian Czernekow
- 1514–1524: Johann Blankenfeld
- 1525–1530: Georg von Tiesenhausen
- 1531–1536: Johannes Roterd
- 1536–1551: Arnold Annebat
- 1551–1557: Friedrich von Ampten
- 1558–1560: Moritz von Wrangel
- 1560–1561: Magnus von Holstein

### Lutherska biskopar
- 1561–1572: Johannes Robertus von Geldern
- 1565: Petrus Follingius (Peter Folling)

...
- 1583–1586: Christian Agricola

...
- 1638–1657: Joachim Jhering (Joakim Ihering)
- 1658: Gabriel Elvering
- 1658–1664: Andreas Virginius
- 1665–1676: Johann Jacob Pfeiffius
- 1677–1684: Jacobus Helwigius
- 1684–1693: Johann Heinrich Gerth
- 1693–1701: Joachim Salemann
- 1701–1710: Jacob Lang
- 1710–1713: Justus Blanckenhagen
- 1742–1753: Heinrich Christopher Wrede